# Paratyndaris subcostata
Paratyndaris subcostata es una especie de escarabajo barrenador metálico del género Paratyndaris, de la familia Buprestidae, orden Coleoptera.

## Distribución
Se distribuye por la ecozona del Neotrópico.

## Taxonomía
Fue descrita por Barr en 1972 y publicada en Barr W. F. New species of Ancylotela from Mexico and the United States with a key to the known species. Journal of the Kansas Entomological Society 45:92-110. (1972).